# Dolmen d'Aldeia da Mata
El dolmen d'Aldeia da Mata, també conegut com dolmen de Tapadão, a la regió portuguesa de l'Alentejo, es troba a dos quilòmetres del poble i freguesia d'Aldeia da Mata, al municipi del Crato, districte de Portalegre. És un monument megalític amb més de 5.000 anys d'antiguitat.
El monument destaca pel seu gran port, tal vegada el major del seu gènere del país, així com per estar en molt bon estat de conservació. El 1910 es va classificar com a Monument Nacional. L'estructura consta de set puntals de granit de gran envergadura, les dimensions dels quals (alçada i amplària) són: puntal 1, 2,62 m x 2,20 m; puntal 2, 2,33 m x 1,50 m; puntal 3, 2,38 m x 0,84 m; puntal 4, 2,10 m x 2,80 m; puntal 5, 1,70 m x 1,16 m; puntal 6, 0,45 m x 1,14 m, i puntal 7, 2,24 m x 2,45 m. La llosa que tapa la boca fa 3,06 m x 2,78 m. La taula o barret de la cobertura fa 4,27 m x 3,35 m x 30 cm d'espessor. El puntal 2 està partit transversalment al mig; el puntal 6 està reduït a menys de la meitat inferior, i la meitat que falta ha caigut a l'exterior. L'entrada girada cap a orient, és complementada per un corredor de deu metres de llargària, flanquejat per blocs també de granit. La boca de la cambra fou tancada per un enorme bloc de pedra de prop de tres metres d'amplària.
Durant l'excavació aparegueren diverses troballes, com ara, vasos de ceràmica, fletxes, ganivets, destrals, adorns, ossos humans i d'animals, un bàcul i plaques d'ídol (úniques en la península), en homenatge a la terra mare.